# Ellezelles
Ellezelles (nld. Elzele, pcd. Elzîle) – miejscowość i gmina w Belgii, w Regionie Walońskim, w prowincji Hainaut, w okręgu Ath. Według Dyrekcji Generalnej Instytucji i Ludności, 1 stycznia 2024  roku gmina liczyła 5970 mieszkańców.

## Podział administracyjny
W skład gminy wchodzą dwie dzielnice (section):
- Lahamaide
- Wodecq (Wodeke)